# Haploa confusa
Haploa confusa är en fjärilsart som beskrevs av Lym. 1887. Haploa confusa ingår i släktet Haploa och familjen björnspinnare. Inga underarter finns listade i Catalogue of Life.

## Bildgalleri

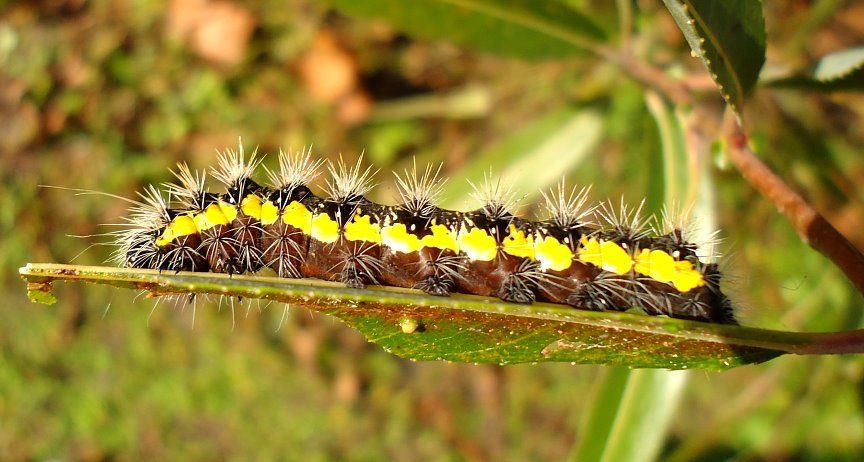
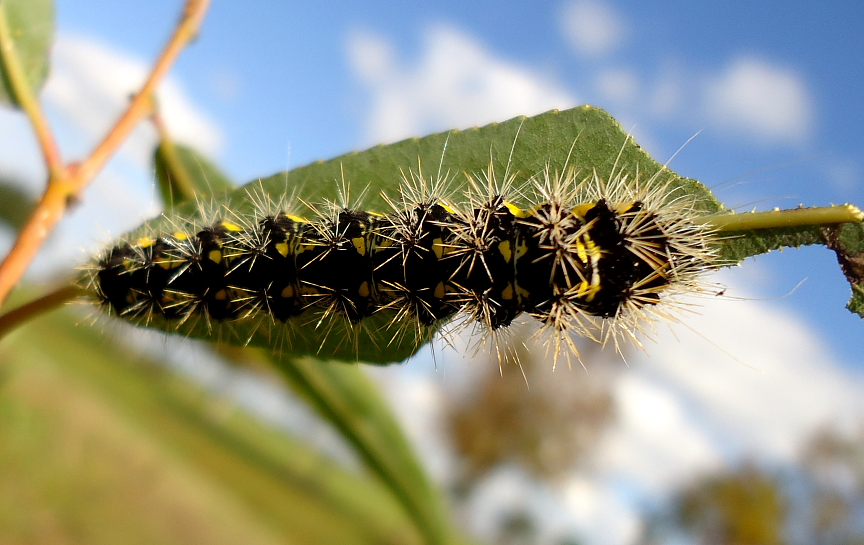
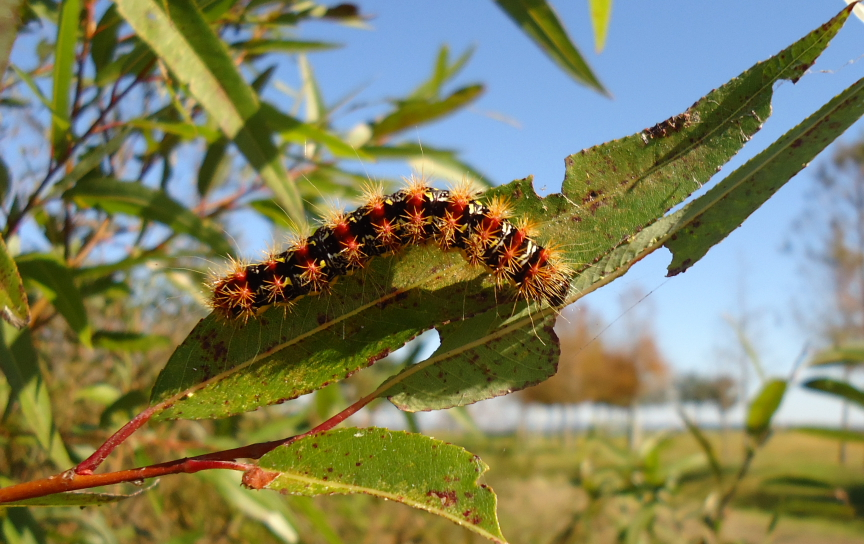